# Bonsoir Maître
Pour plus de détails, voir Fiche technique et Distribution.
Bonsoir Maître (Buonanotte... avvocato) est une comédie romantique italienne de Giorgio Bianchi sortie en 1955.
C'est le remake du film L'avventuriera del piano di sopra (1941) de Raffaello Matarazzo et interprété par Vittorio De Sica, Clara Calamai et Carlo Campanini. 

## Synopsis
Alberto Alberto Sordi est un avocat marié à Clara Giulietta Masina. Pendant les fréquentes absences de celle-ci à des pèlerinages, Alberto ne dédaigne pas fréquenter des boîtes de nuit avec son collègue Vittorio.
Mais un soir, alors que sa femme est absente, débarque une belle inconnue, Bianca Maria, la locataire de l'étage du dessus sortant d'une dispute avec son mari jaloux Franco.
Alberto invite Bianca Maria à rester. Celle-ci accepte, mais refuse ses avances et s'enferme dans la chambre, laissant Alberto dormir sur le canapé.
Le lendemain, Alberto découvre que Bianca Maria a disparu ainsi que 200 000 lires. Il se rend avec Vittorio dans la maison de campagne de la mère de Bianca Maria, la retrouve et exige qu'elle lui restitue la somme. Bianca Maria,  croyant à un chantage, lui donne les 200 000 lires.
Clara, rentrant chez elle,  explique à son mari qu'elle avait caché l'argent dans un endroit plus sûr. Alberto retourne à la villa pour s'excuser et rendre l'argent ; mais Clara et Franco, animés par la jalousie, l'y suivent.
Alberto, dans un éclair de génie, se fait alors passer pour l'avocat de Bianca Maria et réclame la séparation. Tout se termine bien : chacun retourne à son conjoint respectif et Vittorio se fiance à Marilina, la sœur de Bianca Maria. 
Cependant, par sécurité, Clara emmène Alberto lors du pèlerinage suivant.

## Fiche technique
- Titre original italien : Buonanotte... avvocato[1],[2]
- Titre français : Bonsoir Maître ou Avocat, bonne nuit ![3]
- Réalisateur : Giorgio Bianchi
- Scénario : Ruggero Maccari, Alberto Sordi, Ettore Scola, Giovanni Grimaldi, Felice Zappulla (it) d'après le film L'avventuriera del piano di sopra de Raffaello Matarazzo
- Photographie : Mario Bava
- Montage : Adriana Novelli (it)
- Musique : Carlo Innocenzi
- Décors : Peppino Piccolo
- Maquillage : Francesco Freda
- Production : Felice Zappulla (it), Angelo Rizzoli
- Sociétés de production : Fortunia Film (it), Rizzoli Film
- Pays de production :  Italie
- Langue originale : italien
- Format : Noir et blanc - 1,37:1 - Son mono - 35 mm
- Durée : 95 minutes
- Genre : Comédie romantique
- Dates de sortie :
  - Italie : 16 mars 1955
  - France : 1957[3]

## Distribution
- Alberto Sordi : Alberto Santi
- Mara Berni : Bianca Maria
- Andrea Checchi : Franco, époux de Bianca Maria
- Giulietta Masina : Clara, la femme d'Alberto
- Vittorio Caprioli:Vittorio, l'ami d'Alberto
- Tina Pica : Antonia, la femme de ménage dans la maison d'Alberto
- Turi Pandolfini : le grand-père de Bianca Maria.
- Leopoldo Trieste : le locataire réveillé par le bruit provoqué par Alberto.
- Attilio Rapisarda : Alfonso Pirani
- Nanda Primavera : donna Elvira, la mère de Bianca Maria
- Pina Bottin : Marilina, la sœur de Bianca Maria
- Ignazio Balsamo : le commissaire
- Mario Passante : le procureur de la République
- Marco Tulli : un invité à la fête (l'homme aux bougies)
- Ignazio Pappalardo : Federico Biagini
- Natale Cirino : le père de Biagini
- Gianni Baghino : le mari de la voleuse
- Gabriella Palazzoli